# 敘利亞-瑪拉巴禮天主教塔馬拉塞利教區
敘利亞-瑪拉巴禮天主教塔馬拉塞利教區（拉丁語：Eparchia Thamarasserrensis）是東儀天主教的一個教區（敘利亞－瑪拉巴禮），包括印度喀拉拉邦中北部三個縣，受代利傑里總教區管轄。
教區成立於1986年4月28日，2010年有教友132,901名（佔轄區總人口百分之2.1），由262名司鐸名管理129個堂區。現任教區主教為雷米古烏斯·因琴南尼伊爾。